# Sterol 3b-glukoziltransferaza
Sterol 3b-glukoziltransferaza (EC 2.4.1.173, UDPG:sterol glukoziltransferaza, UDP-glukoza-sterol beta-glukoziltransferaza, sterol:UDPG glukoziltransferaza, UDPG-SGTase, uridin difosfoglukoza-poriferasterol glukoziltransferaza, uridin difosfoglukoza-sterol glukoziltransferaza, sterolna glukoziltransferaza, sterol-beta-Шаблон:D-glukoziltransferaza, UDP-glukoza-sterol glukoziltransferaza) je enzim sa sistematskim imenom UDP-glukoza:sterol 3-O-beta-D-glukoziltransferaza. Ovaj enzim katalizuje sledeću hemijsku reakciju
UDP-glukoza + sterol {\displaystyle \rightleftharpoons } UDP + sterol 3-beta-D-glukozid

## Literatura
- Nicholas C. Price; Lewis Stevens (1999). Fundamentals of Enzymology: The Cell and Molecular Biology of Catalytic Proteins (Third изд.). USA: Oxford University Press. ISBN 019850229X.
- Eric J. Toone (2006). Advances in Enzymology and Related Areas of Molecular Biology, Protein Evolution (Volume 75 изд.). Wiley-Interscience. ISBN 0471205036.
- Branden C; Tooze J. Introduction to Protein Structure. New York, NY: Garland Publishing. ISBN 0-8153-2305-0.
- Irwin H. Segel. Enzyme Kinetics: Behavior and Analysis of Rapid Equilibrium and Steady-State Enzyme Systems (Book 44 изд.). Wiley Classics Library. ISBN 0471303097.
- William P. Jencks (1987). Catalysis in Chemistry and Enzymology. Dover Publications. ISBN 0486654605.

## Spoljašnje veze
- Sterol+3beta-glucosyltransferase на 